# Oleg Tinkov
Oleg Joerjevitsj Tinkov (Russisch: Олег Юрьевич Тиньков) (Polysajevo, 25 december 1967) is een Cypriotisch (voorheen Russisch) ondernemer en voormalig wielrenner.

## Carrière
Tinkov is de oprichter van de brouwerij Tinkoff en bouwde met de kredietkaartmaatschappij Tinkoff Credit Systems een groep uit die hem miljonair maakte. De brouwerij werd in 2005 voor een bedrijfswaarde van 167 miljoen euro aan Inbev verkocht.

## Sponsoring wielersport

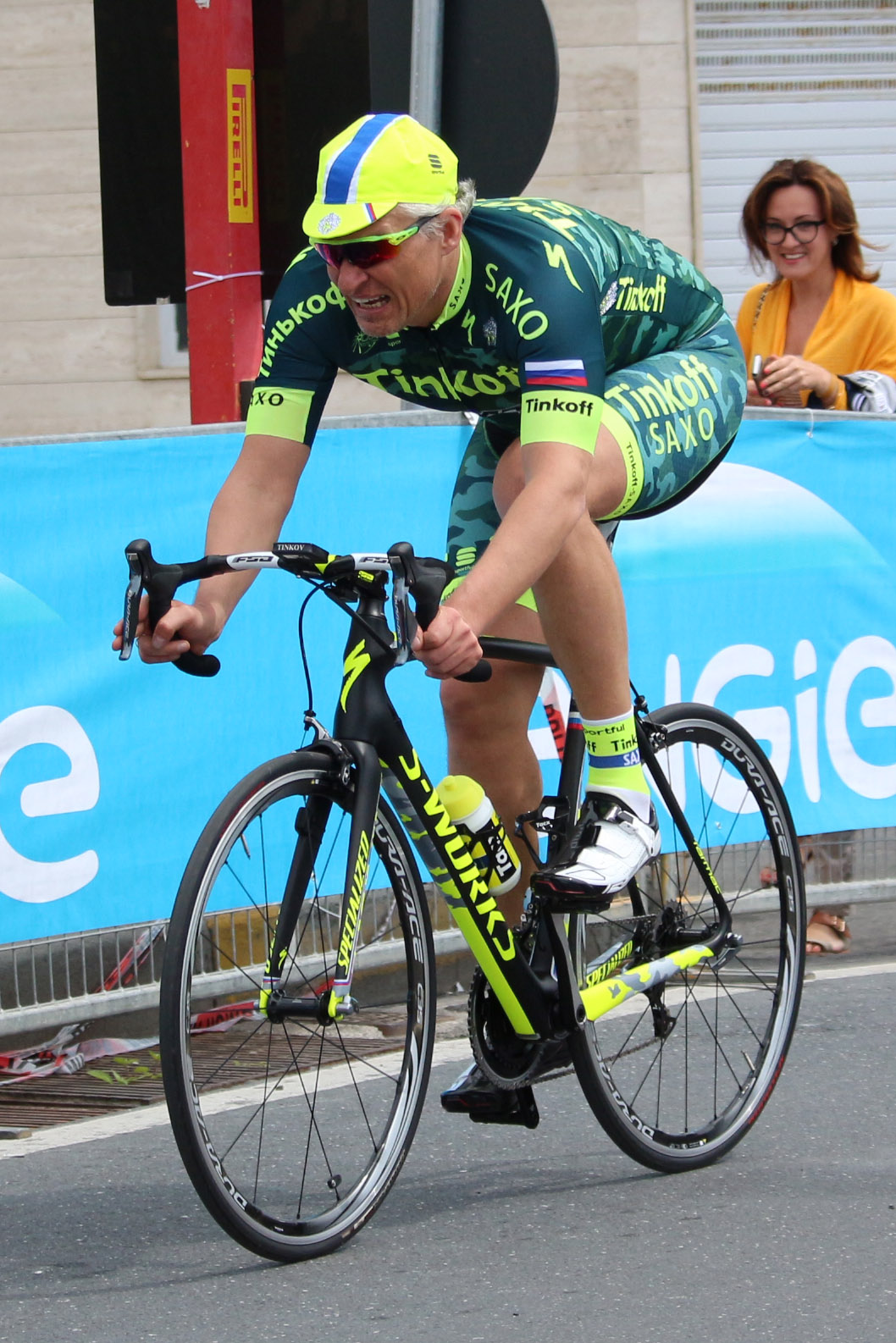
Tinkov voor de eerste etappe van de Ronde van Italië 2015.

Hij wordt vaak vergeleken met zijn landgenoot Roman Abramovitsj vanwege zijn grote financiële inbreng in sport. Daar waar Abramovitsj een voetbalclub sponsort, sponsort Tinkov het wielrennen.
Hij is namelijk als vroeger amateurwielrenner de man achter de wielerploeg Tinkoff. Eerder sponsorde hij deze ploeg al onder de namen Saxo Bank-Tinkoff Bank, Team Saxo-Tinkoff en Tinkoff-Saxo. Sinds eind 2013 is hij eigenaar en hoofdsponsor.
Tussen 2006 en 2008 sponsorde hij de huidige wielerploeg Katjoesja onder de namen Tinkoff Restaurants en Tinkoff Credit Systems.

## Privéleven
Op 7 mei 2020 werd bekendgemaakt dat Tinkov lijdt aan leukemie.
In november 2022 besloot Tinkov zich van zijn Russische nationaliteit te ontdoen omdat hij zich naar eigen zeggen niet met het fascistoïde regime van Vladimir Poetin kan vereenzelvigen. Hij is nu Cyprioot.